# Ère Ōan
L'ère Ōan (応安), aussi romanisée en Ō-an,  est une des ères du Japon (年号, nengō, lit. « nom de l'année ») de la Cour du Nord durant l'époque Nanboku-cho après l'ère Jōji et avant l'ère Eiwa. Cette ère couvre la période allant du mois de février 1368 au mois de février 1375. L'empereur siégeant à Kyoto est Go-Kōgon (後光厳天皇, Go-Kōgon-tennō). Le rival de Go-Kōgon à la Cour du Sud durant cette même période est l'empereur Go-Murakami (後村上天皇, Go-Murakami-tennō).

## Contexte de l'ère Nanboku-chō

Les sièges impériaux durant l'époque Nanboku-chō sont relativement proches l'un de l'autre mais géographiquement distincts. Ils sont conventionnellement identifiés ainsi :
Capitale du nord : Kyoto
Capitale du sud : Yoshino.

Au cours de l'ère Meiji, un décret impérial daté du 3 mars 1911 établit que les monarques régnants légitimes de cette époque sont les descendants directs de l'empereur Go-Daigo par l'empereur Go-Murakami dont la Cour du Sud a été établie en exil à Yoshino, près de Nara.
Jusqu'à la fin de l'époque d'Edo, les empereurs usurpateurs (en supériorité militaire) et  soutenus par le shogunat Ashikaga sont erronément inclus dans les chronologies impériales  en dépit du fait incontestable que les insignes impériaux ne sont pas en leur possession.
Cette Cour du Nord illégitime est établie à Kyoto par Ashikaga Takauji.

## Changement d'ère
- 1368, aussi appelée Ōan gannen (応安元年?) : Le nom de la nouvelle ère est créé pour marquer un événement ou une succession d'événements. La précédente ère se termine quand commence la nouvelle, en Jōji 7.

Durant la même période, les ères Shōhei (1346–1370), Kentoku (1370–1372) et Bunchū (1372–1375) sont les nengō équivalents à la Cour du Sud.

## Événements de l'ère Ōan
- 1368 (Ōan 1) : La Cour du Sud déclare vacante la succession de Chōkei créée par la mort de l'empereur Go-Murakami[4].
- 1369 (Ōan 2) : Kusunoki Masanori se range du côté des Ashikaga[4].
- 1370 (Ōan 3) : Imagawa Sadayo est envoyé pour mater Kyūshū[4].
- 1371 (Ōan 4) : Tentatives pour parvenir à une trêve[4].
- 1373-1406 (Ōan 6 - Ōei 13): Ambassades entre la Chine et le Japon[4].
- 1374 (Ōan 7) : L'empereur Go-En'yū accède au trône de la Cour du Nord[4].